# 5005 Кеґлер
5005 Кеґлер (5005 Kegler) — астероїд головного поясу, відкритий 16 жовтня 1988 року.
Тіссеранів параметр щодо Юпітера — 3,607.